# Pont del Diable
Pont del Diable (hiszp. Puente del Diablo, w tłum. „most diabła”) – most nad rzeką Llobregat w Hiszpanii, w gminach Martorell i Castellbisbal w Katalonii, nazywany również mostem św. Bartłomieja (kat. Pont Sant Bartomeu).
Pochodzi z czasów rzymskich, wybudowano go bowiem około 10 r. n.e. jako część drogi Via Augusta. Zniszczony przez rzekę, która zabrała środkowy filar, a odbudowę udokumentowano w 1143 r. Do XIV wieku stanowił jedyną przeprawę w dolinie Llobregat. W 1283 r. na fundamentach rzymskich rozpoczęto przebudowę w stylu gotyckim, zaś po jej zakończeniu - w 1295 r. - most składa się z dwóch łukowych przęseł (większe z nich ma 43 m długości).
Uznany za zabytek historyczny w 1931 r. i gruntownie odrestaurowany w 1933 r. W 1939 r. wysadzony w powietrze przez wycofujące się wojska republikańskie podczas hiszpańskiej wojny domowej. Odbudowano go w 1963 r., wiernie odwzorowując gotycką strukturę z 1283 r.